# Zunyite
La zunyite è un minerale.